# Dario Scherillo
Dario Scherillo (Casavatore, 30 marzo 1978 – Casavatore, 6 dicembre 2004) è stato una vittima innocente della camorra.

## Biografia
Dario Scherillo, vittima innocente della camorra, era un giovane di 26 anni che lavorava presso un'agenzia di pratiche automobilistiche a Casavatore (NA), un comune confinante con Secondigliano.

## L'assassinio
Il 6 dicembre 2004, Dario Scherillo è stato raggiunto da colpi di arma da fuoco appena dopo le 20:30 in via Segrè mentre era in sella alla sua moto Honda. Il giovane è morto nell'immediato, vittima innocente di una feroce faida che imperversava tra il clan del boss Paolo Di Lauro, detto Ciruzzo 'o milionario, ed un gruppo composto da alcuni ex sodali del Di Lauro, poi denominati Scissionisti di Secondigliano, il quale fine era la gestione del fiorente mercato della droga di Scampia e Secondigliano.

## Le indagini
Gli assassini non sono stati mai trovati e l'indagine è stata chiusa con l'archiviazione. Il pentito Pasquale Riccio, nella sua lunga deposizione del 2015, ha dichiarato che "fu un omicidio commesso dagli scissionisti, ne sentii parlare da Rito Calzone, che mi disse che vi era stato uno scambio di persona, relativo alla vittima da abbattere".

## Memoria
L'amministrazione comunale di Casavatore ha dedicato la sala consiliare alla memoria del giovane Dario Scherillo.
Nel 2007 è stata costituita l'associazione "Dario Scherillo - la solidarietà è vita", voluta fortemente dai suoi familiari e promossa e cofinanziata dall'assessorato alla sicurezza delle città della Regione Campania, nell'ambito del progetto "Mai più vittime".
È stato, inoltre, promosso, dall'assessorato alla Cultura e al Dialogo per la legalità del comune di Casavatore, un premio giornalistico dedicato alla memoria del giovane Dario.
Dario Scherillo è ricordato ogni anno il 21 marzo nella Giornata della Memoria e dell'Impegno di Libera, la rete di associazioni contro le mafie, che in questa data legge il lungo elenco dei nomi delle vittime di mafia e fenomeni mafiosi. A lui, e ad Attilio Romanò, è intitolato il presidio Libera di Aversa.

## Filmografia
Sulla vicenda è basata anche la trama d'un film:
- Ed è subito sera regia di Claudio Insegno (2019)[7][8].